# عمر آغا
عمر آغا، هو داي الجزائر في الفترة (11 أبريل 1815 - 8 سبتمبر 1817)، عين بعد مقتل واغتيال الداي السابق محمد خزناجي في 7 أبريل 1815.
يعد القرن التاسع عشر ميلادي من أدق واخطر مراحل الحكم العثماني في الجزائر، ولعل عهد الداي عمر واحدا من تلك العهود التي توالت فيها المحن على إيالة الجزائر التي كانت تستًرد أنفاسها واعظم المخاطر التي واجهها الداي ذلك التكالب الصليبي للنيل من سيادة الجزائر وانهاء سيطرتها التي فاقت قرون من الزمن على الحوض الغربي للمتوسط.
بعد تعيينه كداي للجزائر أعلن الحرب ضد باي تونس، وقام بقيادة الهجمات على السفن الأمريكية. ردا على الهجمات قام الأمريكيون بالقيام بحملة مضادة بقيادة العميد ستيفن ديكاتور لسرب متكون من تسع سفن عام 1815 ضد ايالة الجزائر والمعروفة بالحرب البربرية الثانية. وبعد حضار مدينة الجزائر اضطر الداي عمر للتوقيع على معاهدة لإنهاء هجمات القرصنة، وهي المعاهدة التي نقضت بعد ذلك بوقت قصير. 

مؤتمر فيينا، الذي تناول مشكلة العبيد المسيحيين من القرصنة البربرية، شحن المملكة المتحدة للتفاوض مع داي الجزائر وبايي تونس وطرابلس وارغامهم على وقف الهجمات البحرية أو بما يعرف عند الغرب بالقرصنة البربرية.
قام كل من باي تونس وطرابلس بالموافقة على شروط الإنجليز ووقف القرصنة، الا أن عمر آغا رفض مما أجبر الإنجليز للقيام بحملة قصف الجزائر (1816) بقيادة اللورد اكسماوث وبمساعدة بعض السفن الهولندية لاجبار الداي للخضوع لشروط الإنجليز والتفاوض، لم يحقق القصف النتائج المرجوة الا انه جعل الداي يخضع للتفاوض وتم توقيع معاهدة بين داي الجزائر والمملكة المتحدة يتم من خلالها الإفراج عن 3000 عبد مسيحي من الاوروبيين ووقف القرصنة، الا أنه أعيد نفس المشكل عند الأوروبيين في مؤتمر إيكس لا شابيل وذلك بعد بدأ الهجمات البحرية الجزائرية مجددا. 

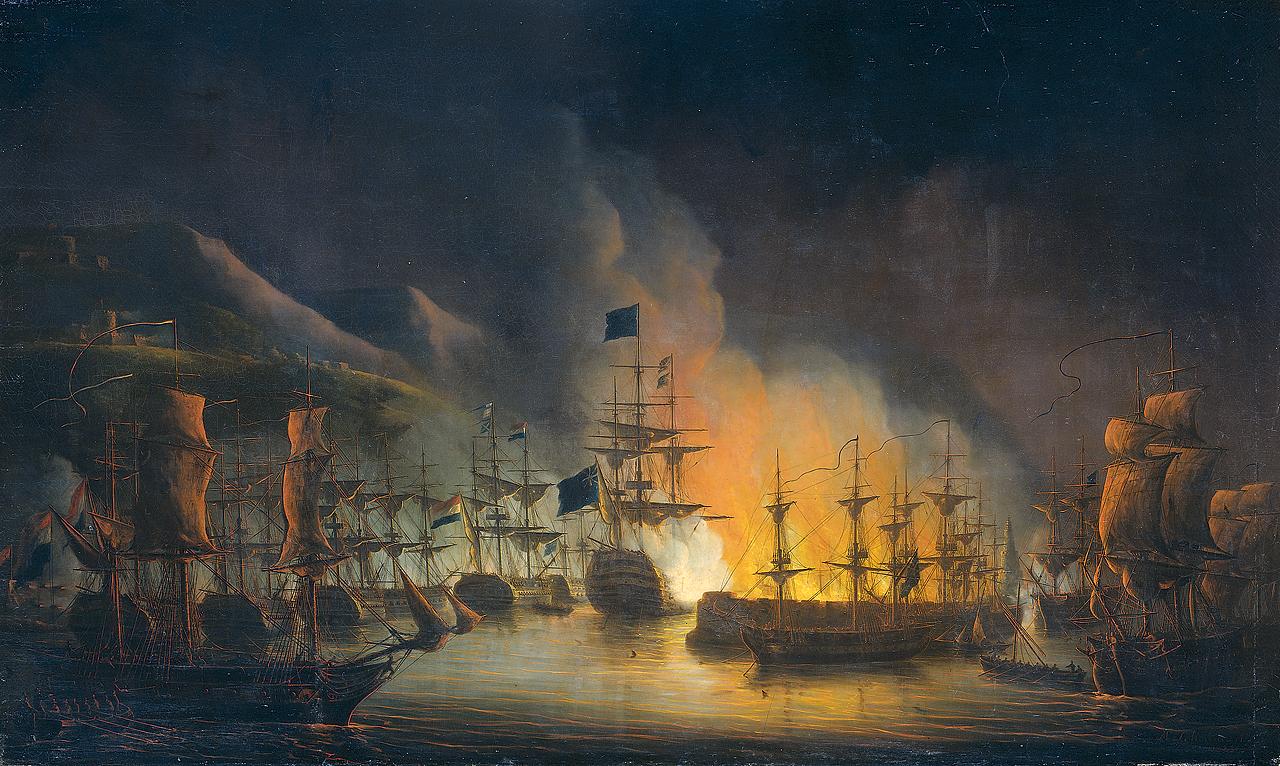
قصف الجزائر (1816)

أعدم عمر باشا خنقا في حديقة الجنينة بالجزائر في 8 سبتمبر 1817 من قبل الإنكشارية، في أعقاب الهزائم المتكررة والمشاكل الداخلية، وكان خليفته علي خوجة.

## مولده ونشأته
يعود أصل عمر آغا إلى جزيرة ميتلين (على الارجح تكون قرب اليونان)حيث ولد بها، حوالي عام 1770 م على أساس أنو تقلد المنصب وعمره ثلاثة وأربيعن عاما، ومن ملامح شخصيته أنو يتميز بقامة طويلة، قوي البنية نشيط الحركة جميل المظهر أسمر اللون كثيف اللحية وشديد سواد الشعر المخضب بالبياض، وفد إلى الجزائر وعمره ثلاثة وثلاثين عاما رفقة أخيه الذي استطاع أن يشغل منصب الخزناجي في بايليك الشرق، ولحسن حظه كان قد نجا من محاولة اغتيال بعد أن تم الفتك بأخيه نتيجة شكوك حامت حوله من طرف الداي أحمد (1808 -1805 م)، ويعود الفضل في ظهور شخصيته إلى الداي الحاج علي الذي عينه في منصب الآغا، وعليه فقد سطع نجمه عندما تمكن من التصدي لهجوم باي الغرب على مدينة الجزائر كقائد للجيش قبل
سنوات.
ويقول عنه قنصل فرنسا بيار دوفال في إحدى رسائله التي بعث بها إلى وزير خارجية دولته، بتاريخ 16 مارس 1816م ما يلي: « يبدو أن عمر باشا يتمتع بشخصية هادئة و مفكرة، وطبعه عنيف غير أنه عادل، وقد اتخذ موقفا قاسيا ضد العرب الذين حاربهم بنجاح منذ سنوات على رأس الانكشارية. إن هذا الأمير قد حول اتجاه الناس جميعا إلى مركز السلطة التًركي، ويبدو أن حكومته على تفاهم مطلق مع الحكومة العثمانية».

## اعتلاء منصب الداي
يروى أن عمر آغا كان كله عزم على اعتلاء منصب الداي في الجزائر وهذا ما اسر به لمحمد علي باشا عندما قدما الاثنان معا إلى مصر على متن المركب نفسه واتفقا على ان يفتًرقا لكي لا يصطدما ويحققا ما يصبوان اليه، وعليه بقي محمد علي في مصر اما عمر فقد انتقل إلى الجزائر، يقول ليون روش في كتابه ثلاثون سنة خلال الإسلام: انه روى عن ابن عمر باشا شخصيا قول « قدم ابي من تركيا إلى إفريقيا على نفس المركب التي امتطاها محمد على الذي أصبح باشا مصر، واتصلت  بينهما الصداقة وكانا قاصدين مصر معا، لاستخلاصها من الجيش  الفرنسي، و افضى  كلاهما  لصاحبه بمطامعه و أحلامه فقال محمد على لعمر: لا يجب أن نكون معا في بلد واحد، لأننا لا محالة سنتصادم ونختلف فأنا سأذهب لمصر، وانت  اذهب إلى بلد آخر. واتفقا على ذلك فكان عمر ممن قدم إلى الجزائر، و وصل إلى كرسي الباشوية، لكن أيامه كانت أيام سوء في البلاد.»
ومهما يكن من أمر طموحات عمر آغا فإن الحاج علي قتل في يوم 11 ربيع الثاني 1230هـ/ 23 مارس 1815 م بحمامه بعد أن ثار ضده 70 إنكشاريا، وكان وزيره عبد الله هو المخطط لهذه العملية، وبعده أسند الحكم إلى الخزناجي حاجي محمد الذي بقي في الحكم أياما فقط حيث أعدم يوم 7 أفريل 1815 م على الرغم من معارضته لذلك فقد خير بين الموت أو المنصب.
بعد اعتلاء الداي منصبه حاول توثيق صلاته بحكومة الباب العالي، لما تجنيه هذه العلاقة من فوائد على صعيد استمراره في المنصب وجلب اعداد من الجند كما جرت العادة. خول المنصب الذي كان يشغله عمر آغا قبل توليه منصب الداي كآغا للفرسان الاطلاع عن كثب على أمور الجيش وحتى البحرية، ولعل هاتين الركيزتين الاساسيتين هما صمام الامان للإيالة وعلية لم يغفل عن الاهتمام بهما فضلا عن أمور أخرى لا تقل أهمية ومن مظاهر ذلك نذكر:

### تجاوز محنة غزو الجراد
كان من أبرز ما صادف حكم الداي عمر هو انتشار الجراد بأعداد كبيرة جدا، نتيجة زحفه ثم تكاثره، وهو ما افنى مساحات كبيرة من المزروعات والأشجار حيث سادت بعده موجة من الغلاء، وهو ما حاول الداي تجاوزه بسياسته المتمثلة في توزيع الخبز على سكان المدينة ولكنهم صاروا يقتتلون عليه، وبقيت الحالة كذلك حتى حصد الناس في السنة المقبلة وزال هم الجوع والجراد معا.

### تقوية الجيش
```
راسل الداي عمر آغا 
السلطان العثماني محمود الثاني
 بشأن تزويد 
الجزائر
 بأعداد من الجند ولكن هذه العملية كانت تتطلب وقتا كما أنها بزضع لدستوى العلاقة بتُ الإيالة 
والباب العالي
، وبدا أن الداي كان يحظى بقدر جيد من الاهتام لدى السلطان، فإن الأخير لم يعارض هذه العملية، ويذكر أنه مع بداية حكمه أي في مطلع سنة 
1815م
 كان قد وصل إلى 
الجزائر
 ما يقارب 1290 
جنديا انكشاريا
 على مدار العامين المقبيلن تقريبا،
[
9
]
 يلاحظ أن هذا العدد كان كبيرا إذا ما قورن بفتًرات لاحقة من عمر 
الايالة
 فيشار أن تضاعف المجندين يتوقف كذلك على حجم الاخطار التي كانت تحدق بالإيالة وفتًرة حكم الداي عمر كانت كذلك، والعكس بالنسبة لخلفه الداي علي الذي باشر جملة من الاصلاحات في هذا الجهاز وهو التخلص من الجند الانكشاريين ممن كانوا يحدثون الاضطرابات والفوضى من حين لآخر.
[
10
]
```

## التصدي للحملة الإنجليزية الهولندية 1816م

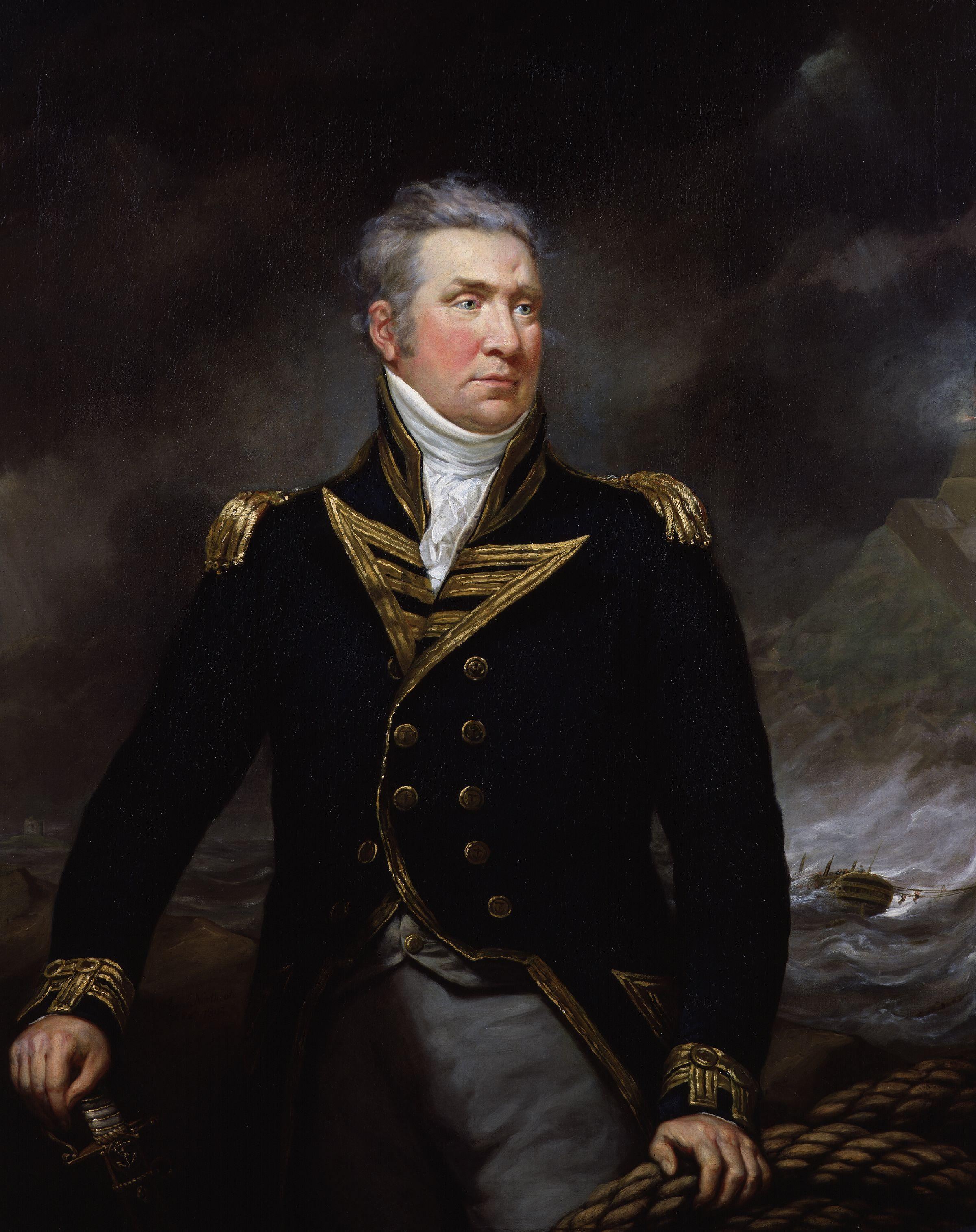
الاميرال اللورد إكسموث

تأتي الحملة الصليبية المشتركة الانجليزية الهولندية كنتيجة لمؤتمر فيينا، فبعد أن رفعت أشغاله كانت زمام الامور بيد إنجلترا، فهذه الاخيرة كانت قد استضافت مؤتمرا بالعاصمة لندن ضم بمعيتها كل من دول بولندا وفرنسا وبعض من الدويلات الايطالية، بغية تكوين قوة بحرية مشترًكة للقيام بعمل ردعي ضد البحرية المغاربية، كما أوصى بذلك الإنجليزي سيدني سميث في المؤتمر الأوربي بالنمسا قبل أشهر. ولكن العلاقة التنافسية بين فرنسا وإنجلترا حول الفضاء المتوسطي لم تتًركها تبدي مشاركتها في الحلف المزمع تشكيله بل كانت تفضل الأعمال البحرية المعادية على السيطرَة الإنجليزية على المتوسط. إن ما فشل فيه قادة مؤتمر فيينا بخصوص توجيه انذار لداي الجزائر عمر آغاو الذي يعد مأزقا حال دون توحيد الكلمة، كان قادة مؤتمر لندن قد وقعوا في المأزق نفسه، ولكن الملك الإنجليزي سان جيمس كان له رأي آخر، قد أمر اللورد إكسموث بالتوجه على رأس الاسطول الملكي ليطلع حكام إيالات الدولة العثمانية بشمال إفريقيا بقرارات المؤتمر ويعمل على تحرير كل الأسرى المسيحيين لا سميا منهم الايرلنديين، حيث حل قبالة مدينة الجزائر شهر مارس 1816 م
بعد المحادثات كان الداي قد أطلق عددا من الأسرى الايرلنديين دون مقابل وبعده أقلع صوب تونس وطرابلس للغرض نفسه، ولكنه في طريق عودته عرج على ميناء الجزائر ثانية للي ذراع الداي بخصوص إلغاء القرصنة والاستًرقاق، حيث تم تسوية هذه القضية وطلب من الداي ان تحمل هدية السلطان العثماني على متن سفينة إنجليزية، غيرَ أنه بالمقابل كان يميل إلى استعمال القوة بعد نزولهم على الأرض ولكن الداي لم يكن ممن يخشون تهديدات الأجانب وأظهر له عكس ما توقع فانصرف بمراكبه نحو بلده غير مرغوب فيه. تروي بعض الكتابات بأن الداي كان في موضع قوة، من خلال توضيحها بأن الشروط الأولى التي اتفق عليها الداي وقائد الاسطول كانت هي شروط الداي وفقا لأوامر الباب العالي، من خلال موقف الاميرال الإنجليزي الذي كان قد اعتذر للداي عن تصرفاته غير المقبولة اطلاقا، بعد أن لامه عن سلوكه الغريب والمشينُ الذي ينم عن تعنتَ مواقفه واخلاله بالتزاماته كما أنه أمر الاميرال
بضرورة سحب سفن من مرمى المدافع الجزائرية. وهنا نستشف بأن اللورد إكسموث اعتذر خوفا من تحطم اسطوله طالما أنو لم يكن في موضع يستطيع الدفاع عن نفسه أو قصف المدينة وهو ما ستثبته الايام القادمة.

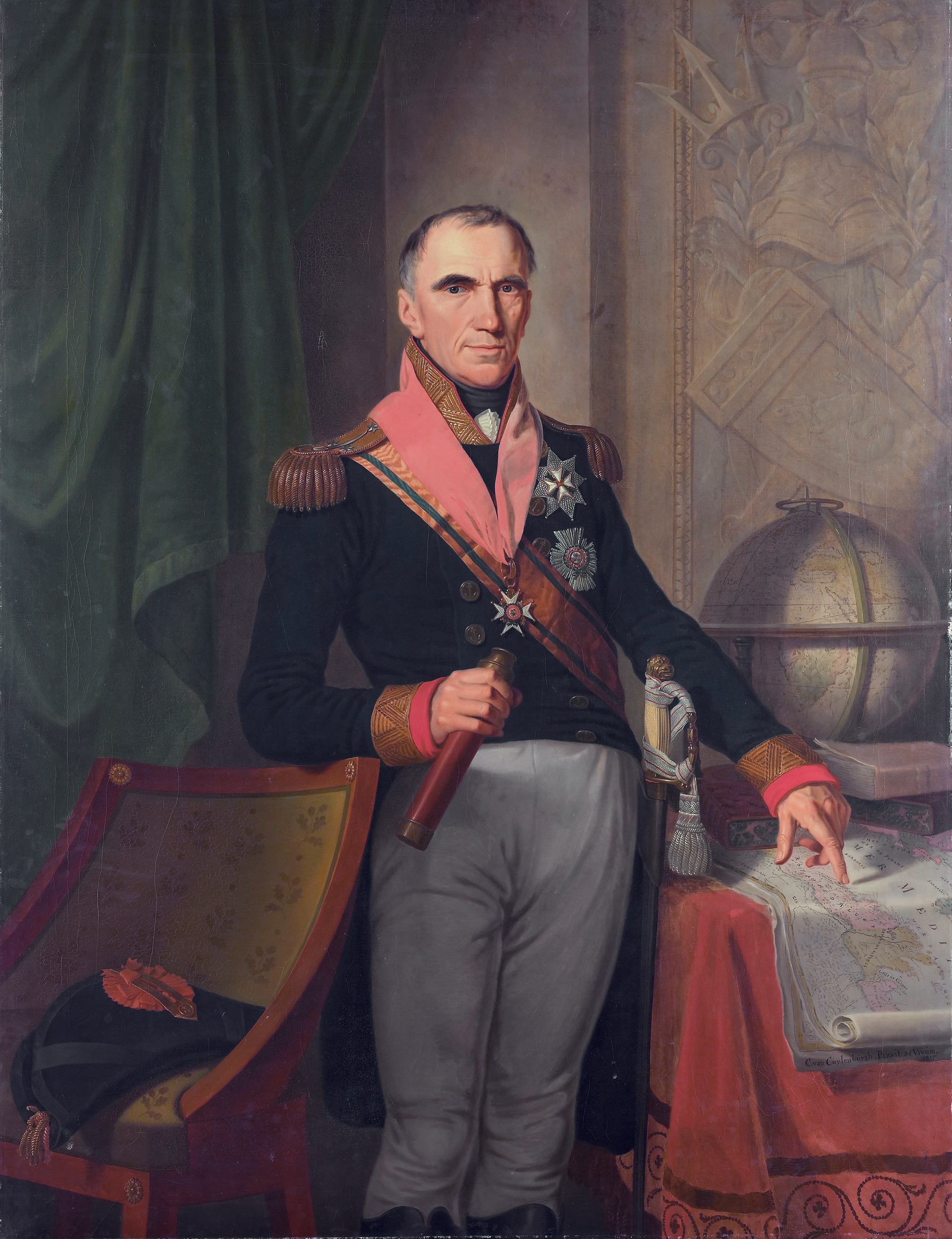
الاميرال فان كابلان

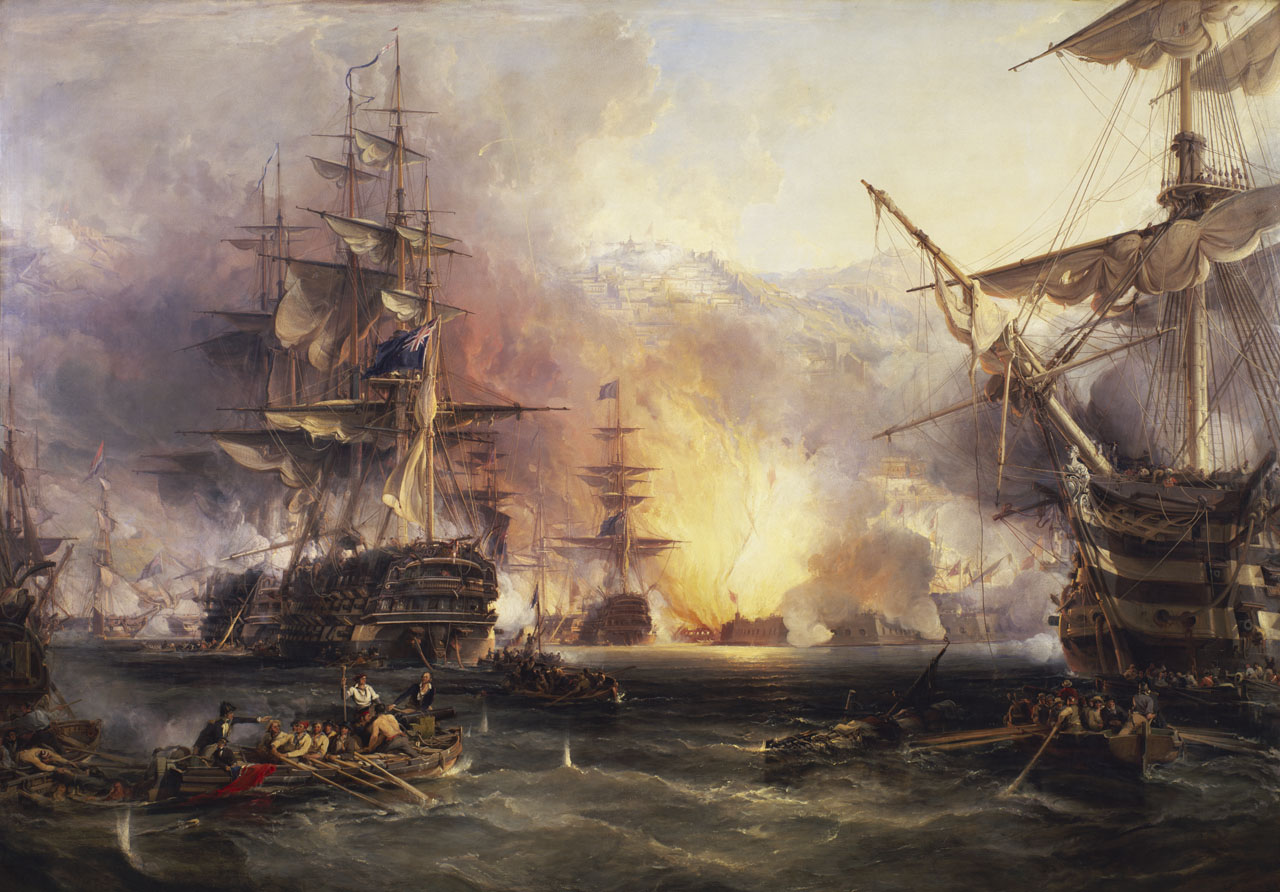
اللوحة التي رسمها جورج شمبر

لم يكن هذا آخر عهد الداي باللورد اكسموث بل غضب الملك جيمس من النتائج المحققة وطلب من قائد الاسطول ضرورة العودة إلى الجزائر بعد أن وصلته الأنباء عن تعرض مركز صيد المرجان بالشرق الجزائري لهجوم من طرف الجزائريين، فضلا عن وابل الاهانات التي لحقته من طرف أوربا واتهامه بالعمل لمصالحه الخاصة، وعليه غادر الاسطول الحربي مرفأ بليموث الإنجليزي، بقيادة اللورد اكسموث وعند وصوله إلى مضيق جبل طارق كان على موعد بالأسطول الهولندي الذي يقوده الاميرال فان كابلان. وصل الاسطول المشترك إلى ميناء الجزائر يوم 27 أوت 1816 م، وكان في نيته ضرب المدينة وليس عقد الصلح كما تبينه الوقائع فالقائد أمر الداي بأن يعقد الصلح ويرد عليه في ظرف ساعة فقط بجواب واضح، وكان يحمل العلم الأبيض وبينما الداي ووزرائه في اجتماع تقدمت السفن في الميناء واتخذت وضعية القصف، ومما يجب أن نوضحه هو موقف الداي عمر من الطلب أنه رفضه تماما قبول الصلح الذي يريده الاميرال، وهكذا شرع الاعداء في قصف المدينة دون توقف ومهما كان الأمر فإن هناك من يشير بأن الجزائريين هم من بدأ بالقصف.
ولكن النتيجة كانت واحدة وهي تحطيم الاسطول الجزائري عن آخره، وبعد مرور يوم اضطر الداي إلى عقد الصلح بالشروط التي أملاها قائد الاسطول المسيحي، التي أقل ما يقال عنها بأنها مهينة ولعل أبرزها تقديم الاعتذار للأميرال والقنصل ولكنه لم يكن يعلم بأن مؤن اسطول العدو وذخائره قد نفدت من شدة القصف فدوغرامون يروي بان عدد الكرات الحديدة التي رميت على المدينة كانت نصف مليون بينما القنابل كانت تقدر ب 980 قنبلة، كتب الداي عن هذه المأساة التي لحقت به وبالمدينة للسلطان العثماني قائلا لقد كانت معركة حامية الوطيس، لم ارى مثلها في حياتي وفي تاريخ الإنسانية، ودامت إحدى عشرة ساعة وثلاثة وعشرين دقيقة لم نرى الراحة أثناءها حقا لقد كانت نكبة تسببت فيها الخديعة والافعال اللامسؤولة للأميرال
الإنجليزي.

## موقفه من الشروط الأمريكية للصلح
ظلت الولايات المتحدة الامريكية تدفع الضرائب والاتاوات الدالية لدايات الجزائر انطلاقا من سنة 1795م، يعود ذلك إلى بقاء مكانة الجزائر راسخة في أذهان الاوربيين والامريكان على حد سواء، ولكن الاخريين كانوا غير قادرين على شن حملة على الجزائر كما كان يفعل الاوربيون، ولما سمحت لهم الفرصة بذلك استطاعوا ضربها. تعد معاهدة غنت 24 ديسمبر 1814 م التي عقدتها الولايات المتحدة الامريكية وانجلترا هي البداية الفعلية للحرب الجزائرية الامريكية، في حين كانت البحرية الجزائرية منشغلة بحروبها ضد الاوربيين. وقد طال بحارتها التعب والاعياء الشديدين نتيجة عدم استقرار العلاقات مع الدول ففي كل مرة تخرج دولة من هذه الدول بأمر جديد تضطر الجزائر لحربها، ونلاحظ أن السبب الرئيسي الذي يقف وراء ذلك هو عدم استقرار حكام الجزائر في مناصبهم فتًرة طويلة على عكس الاوربيين وهو ما يخلق تغيرا في اسلوب الحكم دائما.
كان الامريكان على علم بتضعضع مكانة البحرية الجزائرية وما تكابده من مشقات وحصار غير معلن على الرغم من أنه في هذه الفتًرة التي تعد من أزهى عهود البحرية الجزائرية بوجود الريس حميدو الذي اعاد اليها نشاطها المعهود، وما آلت إليه الاوضاع هناك فهذه الحرب لم تكن للتخلص من دفع الضرائب فحسب بل لإعادة القنصل الأمريكي للجزائر بعدما طرد من طرف الداي على عام 1812م عندما امتنعت الو م أ على دفع الاتاوات وما عليها من أموال.

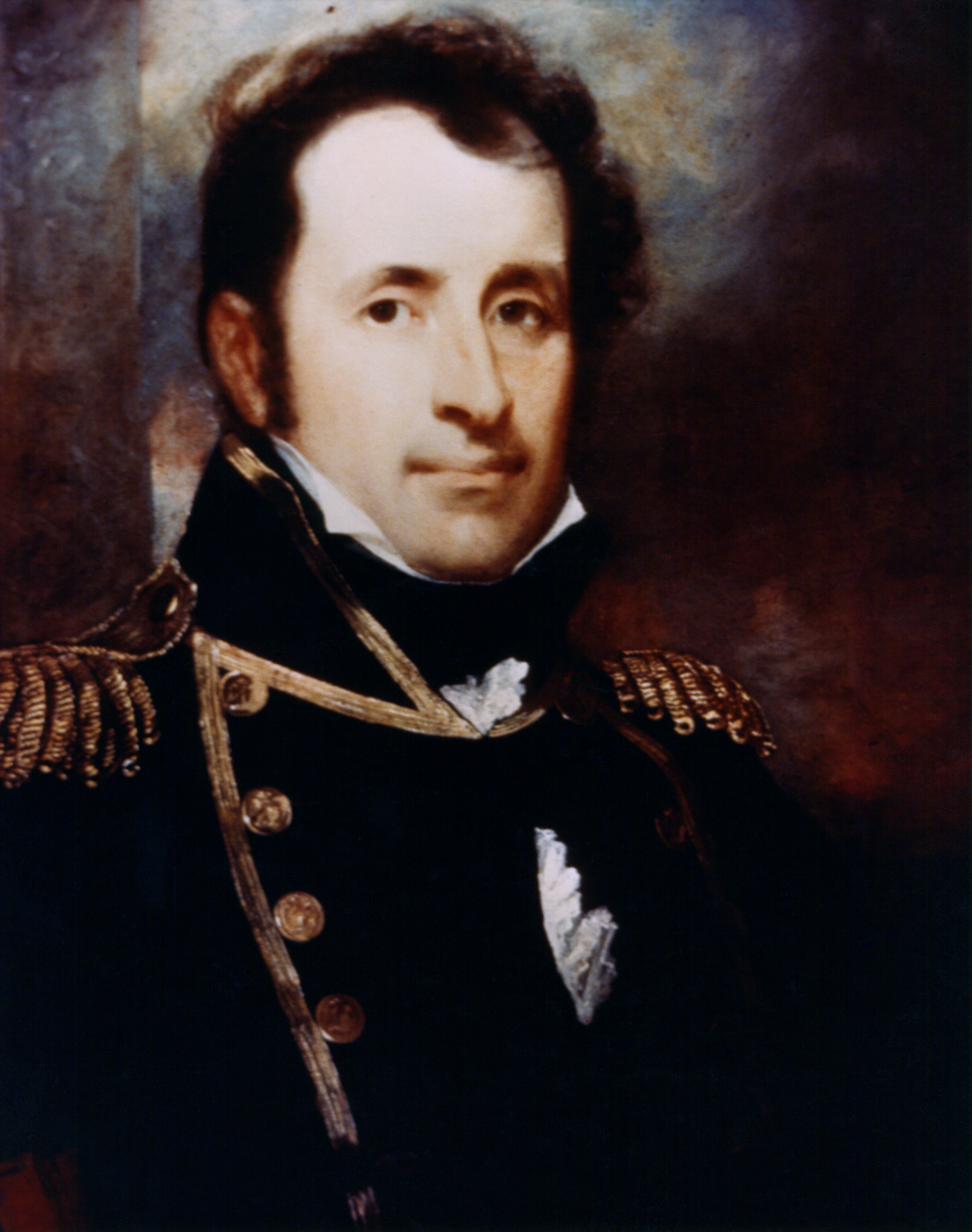
الضابط ستيفن ديكاتور قائد الحملة الأمريكية على الجزائر

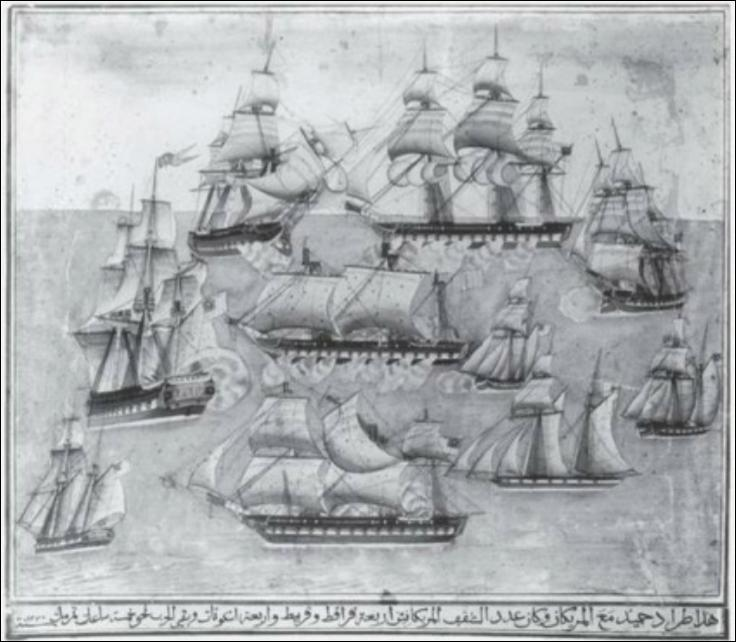
الفرقاطة مشهودة التي يقودها الريس حميدو محاصرة بين السفن الأمريكية اين قتل القائد الجزائري حميديو

قررت الولايات المتحدة اعلان الحرب على الجزائر بعد تفويض مجلس الشيوخ على ذلك، فكلفت القائد بنبريدج وستيفن ديكاتور بصحبة وليام شالر التوجه نحو الجزائر وعقد صلح بالشروط الأمريكية، وعليه غادر الاسطول ساحل الو م أ في غضون ماي 1815م، ولما كان يعبر مضيق جبل طارق، حيث كان هناك الريس حميدو على متن الفرقاطة مشهودة وترافقه أخرى الحراقة استوديو في مهمة أرسله فيها الداي لملاحقة السفن الاجنبية وخاصة الأمريكية في اطار الحرب بين الدولتين، فقام الامريكان بواسطة بوارجهم الحربية الثمانية بملاحقة الريس حميدو والتشابك معه بمعركة رأس جاتا حتى قتل الريس بتاريخ 17 جوان 1815م في معركة غير متكافئة وقتل عدد آخر كما أسر البعض الآخر وأكمل الاسطول المعتدي طريقه إلى الجزائر يحمل هذه الاخبار غير السارة للداي التي ما فتئت المصائب تحل عليه من كل صوب وحدب منذ أن تولى مقاليد الحكم.
إن هذه النكبة التي حلت بالجزائر كانت كبيرَة جدا فالبحرية الجزائرية التي فقدت هيبتها منذ زمن بعيد أعاد حميدو لها هذا الامل وهو الذي طالما سجل انتصارات باهرة على سفن الاعداء. وفي هذا الصدد يروي وليام شالر قنصل أمريكا في الجزائر أنه منذ هذه المعاهدة فصاعدا أن عقد المعاهدة لم يكن يتطلب وقتا طويلا، فداي الجزائر أصبح في وضع لا يسمح له بالمناورة إطلاقا وأن الجزائريين قد وافقوا على كل الشروط التي قدمها أولئك والمتضمنة اساسا الامتناع عن دفع الاتاوات في المستقبل، على أن هذه
التهديدات التي تلقاها الداي والشروط التي فرضت على الجزائر فرضت كذلك على حكام كل من إيالتي تونس وطرابلس الغرب.

## مواضيع مرتبطة
- ايالة الجزائر
- دايات الجزائر